# 天竺雙弓齒麗魚
天竺雙弓齒麗魚（学名：Diplotaxodon apogon）為輻鰭魚綱鱸形目隆頭魚亞目慈鯛科的其中一種，分布於非洲馬拉威湖流域，棲息深度50-200公尺，體長可達11.7公分，棲息在中底層水域，以浮游生物為食，生活習性不明。

## 擴展閱讀
維基物種上的相關：天竺雙弓齒麗魚